# Stephen Marlowe
Stephen Marlowe (właściwie Milton Lesser, ur. 7 sierpnia 1928 w Brooklynie, zm. 22 lutego 2008 w Williamsburgu) – amerykański pisarz science fiction, powieści detektywistycznych oraz fikcyjnych autobiografii Krzysztofa Kolumba, Miguela de Cervantesa i Edgara Allana Poego. Najbardziej znany jako autor serii powieści o detektywie Chesterze Drumie, który po raz pierwszy pojawił się w 1955 roku w powieści The Second Longest Night. Lesser pisał także pod pseudonimami Adam Chase, Andrew Frazer, C.H. Thames, Jason Ridgway i Ellery Queen.
Lesser uczęszczał na William and Mary College, gdzie ukończył studia filozoficzne. Krótko potem poślubił Leigh Lang, z którą rozwiódł się w 1962. Służył w armii amerykańskiej podczas wojny w Korei.
W 1988 roku otrzymał French Prix Gutenberg du Livre za The Memoirs of Christopher Columbus, a w 1997 "Life Achievement Award" (Nagrodę za całokształt twórczości) przyznaną przez Private Eye Writers of America. Zasiadał też w zarządzie Mystery Writers of America. Mieszkał ze swoją drugą żoną w Williamsburgu.

## Twórczość (wybrana)
Jako Milton S. Lesser:
- Somewhere I'll Find You (1947)
- Earthbound (1952)
- Recruit for Andromeda (1959)
- Secret of the Black Planet (1965)
- Spacemen Go Home (1961)
- Stadium Beyond the Stars (1960)
- The Star Seekers (1953)

Jako Stephen Marlowe:
- Catch the Brass Ring (1954)
- The Second Longest Night (1955)
- Model for Murder (1955)
- Turn Left for Murder (1955)
- Mecca for Murder (1956)
- Dead on Arrival (1956)
- Killers Are My Meat (1957)
- Murder Is My Dish (1957)
- Trouble Is My Name (1957)
- Terror Is My Trade (1958)
- Violence Is My Business (1958)
- Terror Is My Trade (1958)
- Double in Trouble (wspólnie z Richardem S. Pratherem) (1959)
- Homicide Is My Game (1959)
- Blonde Bait (1959)
- Passport to Peril (1959)
- Danger Is My Line (1960)
- Death Is My Comrade (1960)
- Peril Is My Pay (1960)
- The Shining (1961)
- Manhunt Is My Mission (1961)
- Jeopardy Is My Job (1962)
- Francesca (1963)
- Drumbeat - Berlin (1964)
- Drumbeat - Dominique (1965)
- Drumbeat - Madrid (1966)
- The Search for Bruno Heidler (1966)
- Drumbeat - Erica (1967)
- Drumbeat - Marianne (1968)
- Come Over, Red Rover (1968)
- The Summit (1970)
- Colossus- (1974)
- The Man with No Shadow (1974)
- The Cawthorn Journals (or Too Many Chiefs) (1975)
- Translation (1976)
- The Valkyrie Encounter (1978)
- Deborah's Legacy (1983)
- The Memoirs of Christopher Columbus (1987)
- Lighthouse at the End of the World (1995)
- The Death and Life of Miguel De Cervantes (1996)

Jako Adam Chase (wspólnie z Paulem W. Fairmanem):
- The Golden Ape (1959)

Jako Andrew Frazer:
- Find Eileen Hardin - Alive! (1959)
- The Fall of Marty Moon (1960)

Jako Jason Ridgway: 
- West Side Jungle (1958)
- Adam's Fall (1960)
- People in Glass Houses (1961)
- Hardly a Man Is Now Alive (1962)
- The Treasure of the Cosa Nostra (1966)

Jako Ellery Queen
- Dead Man's Tale (1961)

Jako C. H. Thames:
- Violence Is Golden (1956)
- Blood of My Brother (1963)